# Seitenstetten
Seitenstetten – gmina targowa w Austrii, w kraju związkowym Dolna Austria, w powiecie Amstetten. Według Austriackiego Urzędu Statystycznego liczyła 3,3 tys. mieszkańców (1 stycznia 2014).